# 無調
無調（むちょう）、無調性（むちょうせい、英語: atonality, ドイツ語: Atonalität）とは、調性のない音組織のことである。無調は単なる調性の否定でなく、厳密には、調的な中心音（特定の主音・終止音）がない、和声的な分類体系（トニカ‐サブドミナント‐ドミナント）が働かない、全音階的でないといった特色から、旋法性とも峻別される。

## 概要
西洋音楽の歴史の中で数世紀の時間をかけて築き上げられた「調性」という名の調的な主従・支配関係に基づく音組織を否定し、19世紀末期から20世紀初頭にかけて新たに形成された音組織の概念である。調性のない音楽のことを無調音楽という。
20世紀の芸術音楽（現代音楽）を特徴付ける最も重要な概念のひとつであり、電子音楽や効果音などの源流にもなっている。一方で、一般聴衆にとっては難解な音楽というイメージがあり、不協和音ばかりが使われた、意味不明で面白くない音楽として商業音楽でヒットすることは稀である。
無調に規律と秩序を与えようと創り出されたものに、「移調の限られた旋法」と「十二音技法」がある（いわゆる全音音階は、移調の限られた旋法の一種である）。その一方で、多調性（複調性・複旋法性）のように、複数の調的・旋法的な音階を同時使用することにより、調的な中心を曖昧にして、伝統的な調性感が働かないように楽曲構成することも可能である。

## 歴史

### 調性とその拡張
調性感のある音楽は、15世紀後半まで遡ることができるが、本来の意味における（すなわち機能和声法に基づく）調性音楽は、17世紀に実践的に形成され、18世紀に理論化されて発達を遂げ、19世紀に様々なかたちで高度に応用されるようになった。
見方を変えると、19世紀は調体系の変質・崩壊の時期でもあり、エンハーモニック転調と準固有和音・借用和音・偶成和音の多用（シューベルト、ショパン）、不協和音の解決の遅延または未解決（ワーグナーのトリスタン和音）、旋法（教会旋法・民族旋法）による旋律線と半音階的和声法の結合（ショパン、ロシア五人組、グリーグ、フォーレ）によって、調性の概念が拡張されていった。たとえばショパンの《スケルツォ第3番》の導入部のパッセージや《ピアノ・ソナタ第2番》のフィナーレは、「調性の破壊・否定」が意図されたわけではないにせよ、結果的には調性感がほとんど生じない。伝統的な調性からの逸脱としてしばしば言及される、ワーグナーの楽劇『トリスタンとイゾルデ』（1859年）や、ドビュッシーの『牧神の午後への前奏曲』（1894年）、シェーンベルクの『浄められた夜』（1899年）の場合も、破壊や否定の意図があったわけでなく、何らかの衝動によって豊かな表現の可能性を追究した結果、調性の拡張・簡略化が付随したに過ぎない。

### 調性の終焉
意図的な調性破壊の試みは、移調の限られた旋法と同じものが用いられたリストの『調性のないバガテル』（1885年）に始まるが、作曲者の死後長らく、その存在が周知されることなく眠っていたということからすると、リストがこの作品で「無調音楽」を他人に聞かせる意図があったのか、それとも一時的な実験をしただけなのかは定かでない。しかしながら、同時期の『暗い雲』『メフィスト・ワルツ第4番』などで同じような手法を繰り返しているところからすると、リストがきたるべき時代の音楽語法を予見していたことは間違いなかろう。
本格的に調性が崩壊したとみなされるのは、20世紀初頭、シェーンベルクら新ウィーン楽派の作曲家が出現した時期である。シェーンベルクは、ツェムリンスキーやシュレーカーら他の同世代のウィーンの作曲家と同じく、ブラームスとワーグナーの両方の影響を折衷的に受け入れて、当初は後期ロマン派音楽の濃密な作風から出発したが、やがてワーグナー的な調性の拡張を、表現の手段や効果として追究するのではなく、表現そのものとして利用するに至った。《室内交響曲 第1番》（1906年）や《弦楽四重奏曲第2番》（1907～8年）がこの例である。後者の終楽章は、いまだに調号を掲げてはいるものの、臨時記号を多用する声部書法とおそろしく緻密なポリフォニーとが相まって、聴感的に調性はすでに名ばかりの存在となっている。この終楽章や、歌曲集『架空庭園の書』（1908～9）が書かれ始めた1908年をもって初めて（移調の限られた旋法や全音音階ではなく、1オクターヴ中の12の音を自由に駆使する）完全な無調が到達された、とする研究者も多い。

### 無調性へ
シェーンベルクの完全な調性の放棄は、連作歌曲集『架空庭園の書』に始まり、『月に憑かれたピエロ』（1912年）においては、無調と歌唱の実験（シュプレッヒシュティンメ）とが結び付けられている。シェーンベルクの始めた実験は、その弟子ベルクのオペラ『ヴォツェック』（1922年）や、ウェーベルンの一連の器楽曲や歌曲においても受け継がれた（この3人をまとめて「新ウィーン楽派」と呼ぶ）。
シェーンベルク以外にも、スクリャービンの後期のピアノソナタ群における神秘和音の使用、ドビュッシーの『帆』（前奏曲集第1巻）における全音音階の使用など、1900年代初頭には、広い意味では無調ともいえる試みがいくつか見られる。
バルトークは一時期、ストラヴィンスキーの原始主義音楽とシェーンベルクの無調音楽の両方に影響を受けて、尖鋭的な音楽語法を取っていた（バレエ音楽『中国の不思議な役人』など）。
シェーンベルクが無調に到達すると、「アトーナル」（atonal[e]）という言葉が盛んにその説明に使われるようになったが、シェーンベルクはこの言葉に、額面通りの「無調」という意味だけでなく、「没音楽」という揶揄する含みがあることを知っていた。このためシェーンベルクは、より即物的な「不協和音の解放」という表現を好んだ。「“無調”音楽でなく、無調“音楽”を」とも語っている。ドイツ語で Atonalität と atonale Musik はほとんど同義であるが、後者の言い方はシェーンベルクの発想をよりいっそう尊重したものと言わなければならない。

### 無調性からその先へ
1921年、シェーンベルクが十二音技法を創始すると、無調の流れはさらに軌道に乗ることになる。十二音技法の確立によってそのような種類の作曲技法が論理的に体系化されることとなり、以後多くの作曲家がこれに追随するようになった。十二音技法によって体系付けられた作品としては、ベルクのオペラ『ルル』（1937年）や、シェーンベルクのピアノ協奏曲、オペラ『モーゼとアロン』などが知られる。（スクリャービンの試みは、ロシアにおいてはロスラヴェッツに、フランスにおいてはメシアンに受け継がれた。メシアンは、スクリャービンからの影響を否定しているものの、スクリャービンに感化されたオブーホフやヴィシネグラツキーの作品を知っており、間接的に影響されたと言えるだろう。）
新ウィーン楽派の中でも、後世への影響という観点から傑出しているのがヴェーベルンである。ヴェーベルンの音色やディナーミクの対比、繊細な音響は、後のトータル・セリエリズムの原点となり、ブーレーズやシュトックハウゼン、メシアンらの作曲家に大きな影響を与えた。
戦後は、芸術音楽はもはや無調であることが当然になり、特別のことではなくなった。ストラヴィンスキー、ベリオ、ペンデレツキ、エリオット・カーター、ルトスワフスキなど、この時代の主要な作曲家はみな無調音楽を作曲している。ファシズムに対する反省から、ナチスが迫害し、ヒトラーが嫌った無調音楽こそが重要だという潮流もあった。
1960年代から1970年代頃になると、そのような傾向に疑問を呈する動きも現れ始めた（前衛の停滞、終焉）。とはいえ、それ以降も無調性は作曲家に与えられた重要な音楽語法のひとつである。
20世紀後半にはブライアン・ファニホウが出現し、微分音なども徹底的に駆使して新しい複雑性と呼ばれる作風の無調作品を書いている。これは構造的な複雑さのために、12音だけでは調性感をもたらすオクターヴの重複を回避できないために、同じ数の微分音音程を多用するためである。それに対しラッヘンマンは主として有調や無調そのものが無効になる雑音による作曲を発展させた。主に雑音だけの音楽の場合は調性が機能しないので当然無調音楽の一つとされる。

### 受難の歴史
20世紀前半には無調性は芸術音楽の重要な表現の手段の一つとして確立されたが、一方で受難の歴史でもある。特に、ナチス・ドイツやある時期までのソ連では、無調音楽は不健全で退廃的、反体制的であるとされ、その作曲は事実上禁止された。これらの地域では無調ではなく調性の範囲の中で革新を求める動きが盛んになり、セルゲイ・プロコフィエフのような独特の調性感覚を持った作曲家が出現している（詳細は、退廃芸術、社会主義リアリズムの項を参照のこと）。
一般的に21世紀になった今日でも無調音楽はあまり受け入れられておらず、一般に知られている音楽の多くは調性音楽か旋法性による音楽（またはリズムを主体とした音楽）である。無調音楽は映画音楽やサスペンス・ミステリなどのテレビドラマや映画の劇伴音楽で、不気味な効果が狙われているときに聴かれる程度である。
ただしビートルズや坂本龍一、上野耕路らを初めとする意欲的な商業音楽家によって意欲的に取り入れられ、CM音楽や場合によっては歌謡曲の中にその手法が見られることもある。上野その他の作曲家による戸川純の楽曲などはその代表例である。また、映画ゴジラの効果音として、伊福部昭の考案によるコントラバスの特殊奏法など、音楽以外の場面にも多用されている。

## 作曲技法
無調音楽は一見でたらめにも見えるが、実際に作曲する場合には考慮すべき要素が多分にある。無調音楽は完全五度や三度などの調性を感じさせるような音程を避ける必要があるが、本当に何も考慮せず作曲していると、これらの音程が偶発的に生じる可能性が高まってしまうのである。また半音階であっても順次進行ではなく跳躍進行のみに限られ、旋律を極めて断続的にする音響作曲法で作られるのが理想とされる。更には音程（特にオクターヴ）・音の長さ・音色・強弱の繰り返しは調性を感じさせるので避けるべきである。
また、無調音楽は音の主従関係を排除する様式であるという点を除けば、明確な画一的な指針は存在せず、音をどのように書き続けるのかは全く作曲家の自由である。すなわち、調性音楽の作曲技法には調性や旋法の原理からくるある程度の「縛り」があるのに対し、無調音楽は作曲家にゆだねられている選択肢の幅が余りにも広い。その全ての可能性を考慮した上で最善の音を選び出すのは極めて困難な作業である。
十二音技法などの人為的な音組織による無調の作曲技法には、楽曲に統一性や様式感をもたらすための手段としての意味だけでなく、予めある種の原理・公理を人為的に定めた上でその範囲内で作曲することによって、このような作曲上の困難を避けようとする意図も少なからずある。だからといって無調の作曲が容易になるというわけではない。
アルバン・ベルクは、『ヴォツェック』の間奏曲に調性を使ったり、『ヴァイオリン協奏曲』や『抒情組曲』に調的なパッセージや調性作品の引用を取り入れたりして、あえて調的な響きが混じることを避けていない（これはおそらく、作品を分かりやすくするとともに、作品の響きを豊かにするという意図があったものと思われる）。このような手法は、より禁欲的なウェーベルンの作曲姿勢への肩入れから、一時期ブーレーズによって非難された。しかしながらベルクの手法は、おそらくエリオット・カーターらの「新しい複雑性の音楽」に影響している。
その他、雑音音楽や四分音・八分音音楽、18・25平均律などの音楽も無調音楽といえるが、偶然性の音楽は無調とも有調音楽ともいえなくその中間の形であるといえる。なお複調音楽は例えば黒鍵の五音階と白鍵のハ長調旋律を同時に使った場合、その12の音階を満遍なく使った無調音楽に見えるが、実質は有調で五音階とハ長調の二重の立体音楽であるといえる。
無調音楽の作曲技法としては、以下のようなものが知られている。
- 十二音技法
- セリー・アンテグラル
- セット理論